# Grey Islands Harbour
Grey Islands Harbour is een spookdorp in de Canadese provincie Newfoundland en Labrador. Het bevindt zich aan de zuidkust van Bell Island, een groot eiland ten oosten van Noord-Newfoundland.

## Toponymie
Grey Islands Harbour staat ook bekend als kortweg "Grey Islands", wat ook de naam is van de archipel waartoe Bell Island behoort. De naam van het dorp werd echter vaak ook gespeld als "Groais Islands" of zelfs enkelvoudig als "Groais Island".
Die naamgeving kan tot verwarring leiden aangezien het noordelijke eiland van de Grey-eilanden de naam Groais Island draagt. Dat eiland werd historisch vaak Groais Island North genoemd terwijl Bell Island vaak Groais Island South genoemd werd.

## Geschiedenis
Aan de zuidkust van Bell Island bevond zich minstens vanaf het midden van de 19e eeuw een kleine, vrijwel volledig zelfvoorzienende dorpsgemeenschap. De outport Grey Islands Harbour telde in 1921 25 huishoudens die tezamen goed waren voor 123 inwoners. In 1935 was het aantal inwoners aangedikt tot 169, verspreid over 30 huishoudens. In de jaren daarna begon de dorpsgemeenschap weliswaar meer en meer dood te bloeden. Begin jaren 1960 telde het eiland nog maar acht huishoudens. In het kader van de provinciale hervestigingspolitiek werden alle inwoners van het eiland in dat decennium met hun hebben en houden hervestigd naar andere plaatsen in de provincie. Sindsdien is het plaatsje een spookdorp.

## Demografie

### 19e eeuw
Minstens vanaf het midden van de 19e eeuw bevond er zich op Bell Island een kleine dorpsgemeenschap. In 1891 woonden er op het eiland 20 getrouwde koppels, drie weduwnaren en één weduwe. Er woonden toen alles tezamen 130 mensen in het dorp, waaronder 27 volwassen mannen. Van de 130 inwoners oefenden er 101 een beroep uit, waaronder dus ook vele vrouwen en kinderen. Op één schoolmeester na was iedereen in de visserij actief: 18 personen waren in hoofdberoep visser en in bijberoep landbouwer, 47 andere mannen waren visser in hoofdberoep en pekelaar in bijberoep. Ook 35 vrouwen pekelden vis voor een inkomen. De volledige bevolking gaf aan rooms-katholiek te zijn.
In de periode 1894–97 woonden er in Grey Islands Harbour 24 volwassen mannen: 22 waren visser als hoofdberoep, één iemand was actief in de landbouw en Ambrose Dower was schoolmeester. In 1898 was het aantal volwassen mannen opnieuw gestegen tot 27, die – op schoolmeester Ambrose Dower na – allemaal de kost verdienden als visser.

### 20e eeuw
Volgens de volkstelling van 1921 telde het plaatsje dat jaar 25 huishoudens die goed waren voor een totale bevolking van 123 personen. De bevolking was erg jong: bijna de helft van de inwoners was jonger dan 18 jaar. Slechts twee mensen waren ouder dan 65.
Uit de volkstelling van 1935 te Grey Islands Harbour ("Groais Islands") blijkt dat de bevolking van het eiland op veertien jaar tijd aanzienlijk gestegen was. Het aantal huishoudens steeg van 25 naar 30 en de totale bevolkingsomvang steeg van 123 naar 169 personen.

### De hervestiging van Grey Islands Harbour
De kleine, afgelegen gemeenschap op Bell Island was allesbehalve een uitzondering in de regio. Van de ruim duizend dorpen in Newfoundland en Labrador telden er kort na Tweede Wereldoorlog maar liefst driekwart geen 300 inwoners. Vele dorpen hadden in het midden van de 20e eeuw geen basisinfrastructuur zoals elektriciteit, een telefoonverbinding of toegang tot medische zorg en er heerste vaak ongeletterdheid.
Van 1954 tot 1975 richtte de overheid daarom hervestigingsprogramma's in. Het doel was om de inwoners van de kleinste en meest onbereikbare kustdorpen te "evacueren" naar grote dorpen en steden die als groeipool in de ontluikende professionele visserij zouden gaan fungeren. Op die manier verdwenen in twintig jaar tijd een 300-tal dorpen definitief van de kaart, waaronder begin jaren 1960 ook Grey Islands Harbour. In de meeste gevallen werden de kleine, houten huisjes in hun geheel over het ijs gesleept of op vlotten over het water vervoerd naar een nieuwe locatie. De meesten onder hen verhuisden naar het dorpje Croque.

### 21e-eeuws uitzicht
Van het voormalige dorp – waar bij de ontruiming begin jaren 1960 slechts acht huishoudens meer woonden – is het merendeel verdwenen. Wat overblijft zijn een klein aantal her en der verspreide huizen en gebouwen, het kerkhof en enkele paden inclusief bruggetjes over beken. De automatische vuurtoren en radartoren van de plaats zijn echter nog steeds in werking.